# Oryu-dong, Seoul
Oryu-dong (koreanska: 오류동) är en stadsdel i stadsdistriktet Guro-gu i Sydkoreas huvudstad Seoul. 

## Indelning
Administrativt är Oryu-dong indelat i:
| Namn    | Namn            | Yta km² | Invånare 31 dec 2020 |
| ------- | --------------- | ------- | -------------------- |
| 오류1동 | Oryu 1(il)-dong | 0,59    | 23 360               |
| 오류2동 | Oryu 2(i)-dong  | 3,20    | 39 755               |